# 肩斑银鳞蛛
肩斑银鳞蛛（学名：Leucauge blanda），又名肩斑銀腹蛛，为肖峭科银鳞蛛属的动物。分布于日本、朝鲜、台灣以及中国大陆的山东、湖南、湖北、江苏、安徽、广东、四川、西藏、河南、陕西等地，常见于农田、果园、茶园。该物种的模式产地在日本。